# Conus aplustre
Espèce
Statut de conservation UICN

 LC  : Préoccupation mineure
Conus aplustre est une espèce de mollusques gastéropodes marins de la famille des Conidae.
Comme toutes les espèces du genre Conus, ces escargots sont prédateurs et venimeux. Ils sont capables de « piquer » les humains et doivent donc être manipulés avec précaution, voire pas du tout.

## Description
La taille de la coquille varie entre 19 mm et 27 mm. La coquille est assez fortement turbinée, lisse, mince, quelque peu gonflée, et striée vers la base. Sa couleur est blanc jaunâtre, avec des bandes irrégulières brun jaunâtre ou cendrées peu marquées, et des lignes d'articulations blanches et marron. La spire est déprimée. L'apex est pointu.

## Distribution
Cette espèce marine est endémique à l'Australie et se trouve au large de la Nouvelle-Galles du Sud et du Queensland.

### Niveau de risque d’extinction de l’espèce
Selon l'analyse de l'UICN réalisée en 2011 pour la définition du niveau de risque d'extinction, beechey (2010) précise que cette espèce est limitée à la Nouvelle-Galles du Sud entre Hastings Point et Broulee. Il n'y a pas d'enregistrement des niveaux de population pour cette espèce dans la littérature. De grands nombres de cette espèce sont présents dans la dérive des plages, ce qui indique que cette espèce est généralement considérée comme présente en nombre raisonnable. Étant donné la gamme de profondeur peu profonde de cette espèce, elle est sensible à la pollution et aux perturbations côtières. La possibilité future d'une augmentation de la température de l'eau aura un impact négatif distinct sur cette espèce.Toutefois, l'augmentation de la température dans les eaux australiennes n'est pas quantifiable à l'heure actuelle.La prise de mollusques vivants à l'aide d'un scaphandre autonome est illégale en Nouvelle-Galles du Sud et ils sont naturellement protégés au sein de leur habitat inaccessible Elle est classée dans la catégorie préoccupation mineure.

## Taxonomie

### Publication originale
L'espèce Conus aplustre a été décrite pour la première fois en 1843 par l'éditeur et naturaliste britannique Lovell Augustus Reeve (1814-1865) dans la publication intitulée « Conchologia Iconica, or, illustrations of the shells of molluscous animals »,.

### Synonymes
- Conus (Floraconus) aplustre Reeve, 1843 · appellation alternative
- Conus cooki Brazier, 1870 · non accepté
- Conus neglectus A. Adams, 1854 · non accepté > junior subjective synonyme
- Floraconus aplustre (Reeve, 1843) · non accepté

## Identifiants taxonomiques
Chaque taxon catalogué par les bases de données biologiques et taxonomiques possède un identifiant qui permet d'établir un point de référence. Les identifiants de Conus aplustre dans les principales bases sont les suivants :
AFD : Conus_(Floraconus)_aplustre - CoL : XWWN - GBIF : 5795793 - iNaturalist : 431833 - IRMNG : 11291824 - TAXREF : 94307 - UICN : 192341 - 